# Pablo Sánchez Torella
Pablo Sánchez Torrella (Paterna, Valencia, 12 juli 1940) is een Spaans componist, dirigent en muziekpedagoog.

## Levensloop
Zijn eerste muziekles kreeg hij bij de Banda de Sociedad Musical de Paterna en van de dirigent Antonio Cabeza. Later studeerde hij aan het Conservatorio Superior de Música de Valencia, trompet, harmonieleer, contrapunt, fuga, piano, compositie en orkestdirectie. Zijn leraren waren daar Consuelo Lapiedra Cherp, José María Cervera Lloret, Amando Blanquer Ponsoda, José Ferriz Llorens, en Enrique García Asensio.  Sánchez Torella behaalde all zijn diploma's met onderscheiding. Verder studeerde hij bij Volker Wangenheim en Sergiu Celibidache in Duitsland. 
Als dirigent werkte hij in heel Spanje, Nederland, Duitsland, Oostenrijk, Frankrijk, Italië, Verenigd Koninkrijk, België, Mexico, Verenigde Staten en de Dominicaanse Republiek. Hij was lange tijd dirigent van de befaamde Banda Sinfónico de la Unión Musical de Llíria en won met dit orkest talrijke prijsen op het jaarlijkse Certamen Internacional de Bandas de Musica Ciudad de Valencia. Eveneens was hij dirigent van de Sociedad Unión Musical de Ribarroja del Turia, Sociedad Musical Lira Castellonense de Villanueva de Castellón en de Banda del Centro Artístico Musical de Moncada.
In 1975 won hij met dit orkest ook het Festival Wig in Wenen, Oostenrijk, en kreeg een eremedaille. Van 1986 tot 1992 was hij dirigent van de Banda Sinfónica Municipal de Madrid. 
Tegenwoordig is hij professor voor orkestdirectie aan het Real Conservatorio Superior de Música de Madrid en sinds 1959 is hij dirigent en sinds 1992 directeur van de Banda Municipal de Valencia waarmee hij verschillende malen ook in Nederland optredens verzorgde.

## Composities

### Werken voor orkest
- Concert, voor trompet en orkest

### Werken voor banda (harmonieorkest)
- 2003 Mari Ángeles, Reina del Crist 2003, paso-doble
- Alhama, marcha mora
- Amunt València (Himne al Valencia Club de Fútbol) - tekst: Ramón Gimeno Gil
- Armando Serra, paso-doble
- Clavaris del foc
- Colás Chicharro, paso-doble
- Els Cebers, marcha cristiana
- Enrique Soriano, paso-doble
- Gema Aragó, paso-doble
- Himno a la cordá de Paterna
- Himno al Paterna C.F.
- Himno al pueblo de Meliana
- Himno al Valencia C.F.
- Himno a la Coronación del Cristo de la Fe de Paterna
- Julieta, polka voor trompet en harmonieorkest
- Julio Tormo, paso-doble
- La joia de la Gran Vía, paso-doble
- Laura Segura, paso-doble
- Nuria y Belén, paso-doble
- Pare Vicent, processiemars
- Pepe Bas, marcha mora
- Rita Barberá, paso-doble
- Un gran señor, paso-doble

### Cantates
- Cantata, voor sopraan en orkest

## Publicaties
- Salvador Astruells Moreno: in: La banda municipal de valencia y su aportación a la historia de la música valenciana. pagina 274 tot 298, Filosofia y Ciencias de la Educación de la Universitat de Valencia, Servei de Publicacions. 2003. ISBN 84-370-5806-6
- Compositores sinfonicos valencianos, Conselleria de Cultura, Educacio i Ciencia, Comunidad Valenciana. Prólg. Bernardo Adam Ferrero. Valencia 1990 Gráf. Vicent. 1990. 134 p.